# Antoine Dalamel de Bournet
Antoine François Barthélemi,, Chevalier de Bournet (aussi Antoine-Armand-Barthélemy), né le 7 mars 1741 aux Vans (Ardèche) et mort à Nîmes le 4 novembre 1812, est un général français de la révolution.

## Biographie
Il entre en service le 19 décembre 1747, comme lieutenant-en-second au régiment de Bassigny, il est réformé le 30 octobre 1748. Il reprend du service comme enseigne au régiment de Picardie le 12 avril 1760, il est nommé lieutenant le 1er mars 1761, et réformé avec le grade de sous-lieutenant à l'occasion de la Paix de 1763. 
Le 11 avril 1770, il réintégre le service avec le grade de lieutenant, il est nommé capitaine le 3 juin 1779, et capitaine-commandant le 20 juin 1783. Lieutenant-colonel le 29 juin 1792 au 2e régiment d'infanterie, il est nommé provisoirement adjudant général par le général Dampierre, puis chef de brigade le 9 avril 1793, et il est confirmé dans ce grade le 5 juin 1793. 
Il est promu Général de brigade le 30 septembre 1793, il est affecté à l'armée du Nord, puis à l'armée des côtes de Brest pour prendre le commandement de la Rochelle le 3 août 1795. Affecté à l'armée des côtes de l'Océan le 1er janvier 1796, il est désigné comme commandant de la place de Nantes le 8 mai 1796.
Il fait partie de l'armée d'Italie de 1796 à 1797 sous les ordres du général André Masséna, il est successivement, commandant de Bassano, de Bologne et d'Ancône,. Il est réformé le 18 mars 1797.
Le 20 avril 1801, il se retire à Nîmes, où il meurt le 4 novembre 1812.